# (6653) Feininger
(6653) Feininger (1991 XR1) – planetoida z pasa głównego asteroid okrążająca Słońce w ciągu 4,97 lat w średniej odległości 2,91 j.a. Odkryta 10 grudnia 1991 roku.